# Clinton (Oklahoma)
Clinton è un comune (city) degli Stati Uniti d'America situato tra le contee di Custer e Washita nello Stato dell'Oklahoma. La popolazione era di 9 033 abitanti al censimento del 2010.

## Geografia fisica
Clinton è situata a 35°30′34″N 98°58′27″W (35.509369, −98.974063).
Secondo lo United States Census Bureau, ha un'area totale di 8,9 mi² (23,05 km²).
La città si trova sulla storica U.S. Route 66, oggi Interstate 40.

## Società

### Evoluzione demografica
Secondo il censimento del 2010, la popolazione era di 9 033 abitanti.

### Etnie e minoranze straniere
Secondo il censimento del 2010, la composizione etnica della città era formata dal 65,67% di bianchi, il 5,14% di afroamericani, il 7,09% di nativi americani, lo 0,79% di asiatici, lo 0,06% di oceanici, il 16,84% di altre razze, e il 4,44% di due o più etnie. Ispanici o latinos di qualunque razza erano il 27,81% della popolazione.